# Área natural protegida El Uno
El área natural protegida El Uno se localiza en el norte del estado de Chihuahua (México) limitando con los Estados Unidos. Es una de las reservas naturales más grandes que ha reincorporado al bisonte americano que ya pastaba antaño en estos mismos lugares. Fue declarada como Reserva de la Biosfera por el gobierno mexicano en 2009.

## Historia
Entre las décadas de 1930 y 1940 las tierras en la zona fueron repartidas a campesinos como parte de la reforma agraria, lo que aumentó el uso ganadero de la región, el cual había sido establecido y explotado desde la colonia,y el cual contribuyó al deterioro y pérdida de biodiversidad en la zona. En los años 80, investigadores llegaron a la zona tras oír rumores que aseguraban que el lugar preservaban los últimos pastizales de México. El lugar resultó tener una sorprendente diversidad biológica, entre la cual se encontraba una enorme colonia de perritos de la pradera que abarcaba 55,000 hectáreas. Algunas otras especies que habitan en la reserva son: berrendos, osos negros, pumas, venados cola blanca, guajolotes silvestre, tecolotes llanero y águilas reales.

## Reinserción de especies
En el año 2005 el gobierno de los Estados Unidos donó 23 bisontes (20 hembras y 3 machos) al gobierno mexicano para reintroducirlos a su vida salvaje en el municipio de Janos, Chihuahua, cerca de los pastizales fronterizos con Nuevo México. Estos ejemplares provenían de la reserva Wind Cave, Dakota del Sur. El 13 de mayo de 2010 nació la primera cría en tierras mexicanas.[cita requerida] A finales de 2018, la población de bisontes en México había crecido hasta alcanzar los 184 ejemplares.
Otro programa exitoso de reinserción de especies en la reserva, es el del hurón de pies negros. Tras un programa de diez años, el Instituto de Ecología de la UNAM estudió las condiciones para que esta especie volviera a México, lo cual finalmente tuvo lugar en 2001.